# Ubolratana Rajakanya di Thailandia
Ubolratana Rajakanya, nota anche come Ubol Ratana (in thailandese อุบลรัตน, Ubonrat; [ʔùʔ.bōn.rát]) (in thailandese อุบลรัตนราชกัญญา; Losanna, 5 aprile 1951), è una principessa thailandese, prima figlia di re Rama IX e sorella dell'attuale sovrano Rama X.

## Biografia

### Infanzia e adolescenza
Nacque nel 1951 a Losanna in Svizzera, dove il padre, che era già re, stava studiando Scienze all'Università di Losanna. Alla nascita ebbe i titoli regali di Sua Altezza Reale e Chao Fa (signora del cielo). Nel dicembre dello stesso anno la famiglia reale si ritrasferì in Thailandia e l'anno dopo nacque il fratello, futuro re Vajiralongkorn. Durante l'adolescenza, Ubolratana condivise con il padre l'amore per lo sport e fu la sua partner preferita per giocare a tennis, badminton e per fare piccole regate in barca a vela. Parteciparono in coppia alle regate in barca a vela dei Giochi del Sud-est asiatico del 1967 svoltisi in Thailandia, vincendo la medaglia d'oro nella classe OK Dinghy. Frequentò a Bangkok la scuola Chitralada, una delle più esclusive del paese nella quale venivano educati i membri della casa reale.

### Studi e matrimonio
Nel 1969, Ubolratana si trasferì a Boston negli Stati Uniti per studiare Fisica nucleare al Massachusetts Institute of Technology (MIT). Nel 1972 sposò il compagno di corso Peter Ladd Jensen e rinunciò così ai titoli reali, come richiede la tradizione della monarchia thailandese quando si sposa uno straniero. L'anno dopo ottenne il bachelor's degree al MIT e in seguito si spostò con il marito, uomo d'affari, a vivere nella città californiana di Del Mar e prese il nome Mrs. Julie Jensen. Avrebbe poi conseguito anche un dottorato in Salute pubblica alla UCLA di Los Angeles. I coniugi ebbero tre figli, la primogenita Ploypailin, il secondogenito Poomi e la terzogenita Sirikittiya Mai, e Ubolratana non tornò in Thailandia per otto anni. Divorziarono nel 1998 e la principessa tornò più spesso in Thailandia portando con sé i figli, che ottennero la cittadinanza thailandese. Riprese i suoi doveri di principessa ma non poté riavere i titoli regali; fu comunque trattata con deferenza e i cittadini thailandesi si prostravano al suo passaggio. Tornò definitivamente nel 2001 e le fu dato il titolo di Tunkramom Ying, che significa figlia della regina reggente.

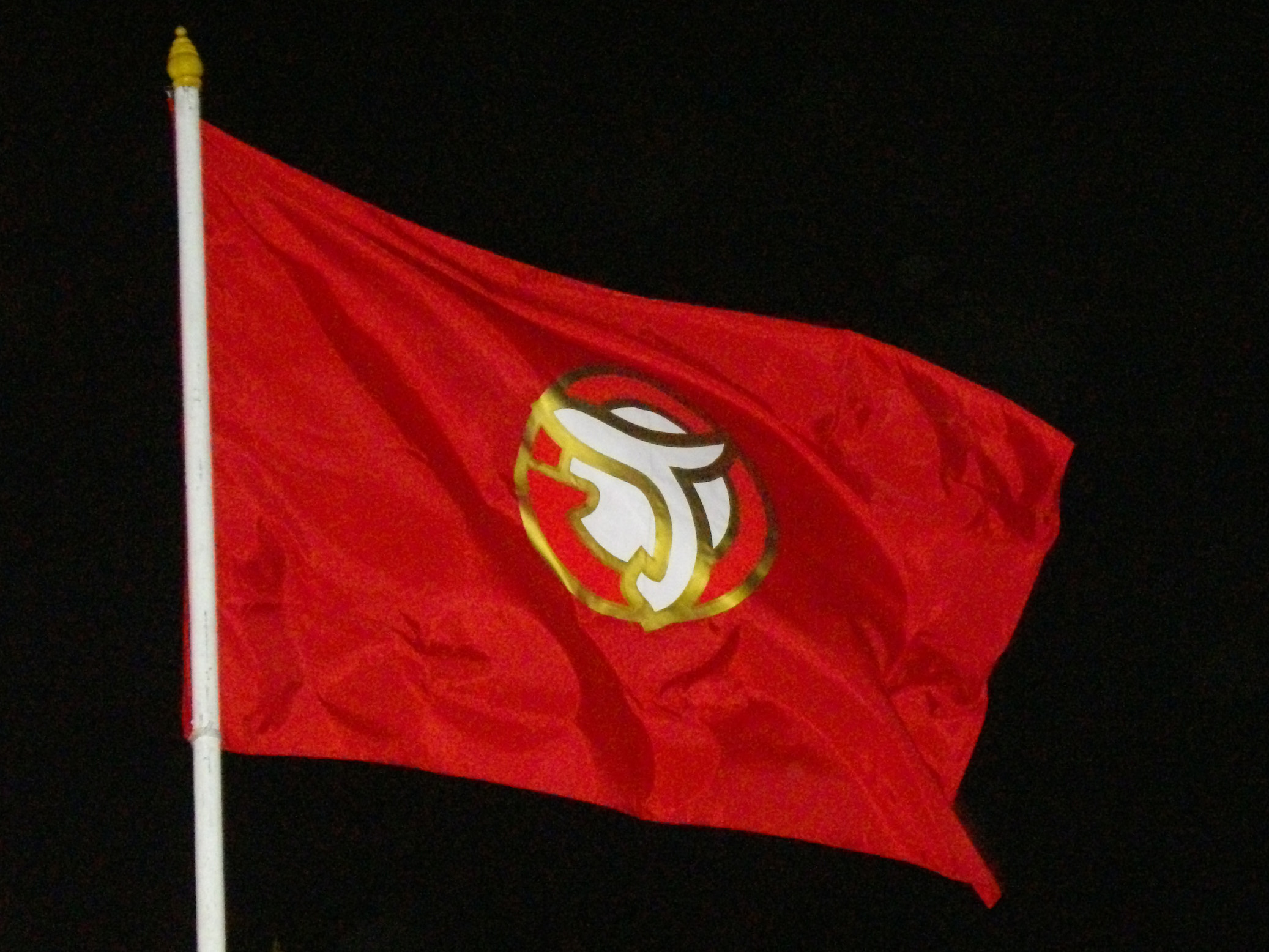
La bandiera reale di Ubolratana

### Attività di beneficenza
Nei primi anni Novanta, quando ancora viveva in America, Ubolratana aveva ripreso ad andare a Bangkok di frequente, unendosi alla madre regina Sirikit per presenziare a eventi di beneficenza. Nel 1992 nacque la Fondazione Ubolratana per l'assistenza ai bambini orfani di genitori affetti da HIV e altre malattie correlate. Nel 2002 lanciò l'iniziativa "To Be Number One", patrocinata dalla casa reale Chakri, una campagna anti-droga per proteggere bambini e adolescenti a rischio che promosse cantando e ballando in trasmissioni televisive per raccogliere fondi. Altre organizzazioni di beneficenza da lei fondate furono Cheewit Sodsai Foundation, in Thailandia del Sud, e Miracle of Life, che promuove benessere e istruzione per i giovani. Dopo la morte del figlio diede vita alla Fondazione Khun Booni, che si occupa di bambini con autistici e disabili.

### Perdita del figlio
Il figlio ventunenne di Ubolratana Poomi Jensen perse la vita durante il maremoto dell'Oceano Indiano del 26 dicembre 2004. Ubolratana era in vacanza in Thailandia del Sud e stava bagnandosi in mare con il figlio e una figlia quando lo tsunami arrivò, riuscì a salvarsi con la figlia ma Poomi Jensen fu trascinato dalle acque e ritrovato morto. Era affetto da una severa forma di autismo ma nel 2001 era riuscito a diplomarsi nella Torrey Pines High School di San Diego. I funerali si tennero a Bangkok con un rito buddhista che durò sette giorni.

### Carriera cinematografica e televisiva

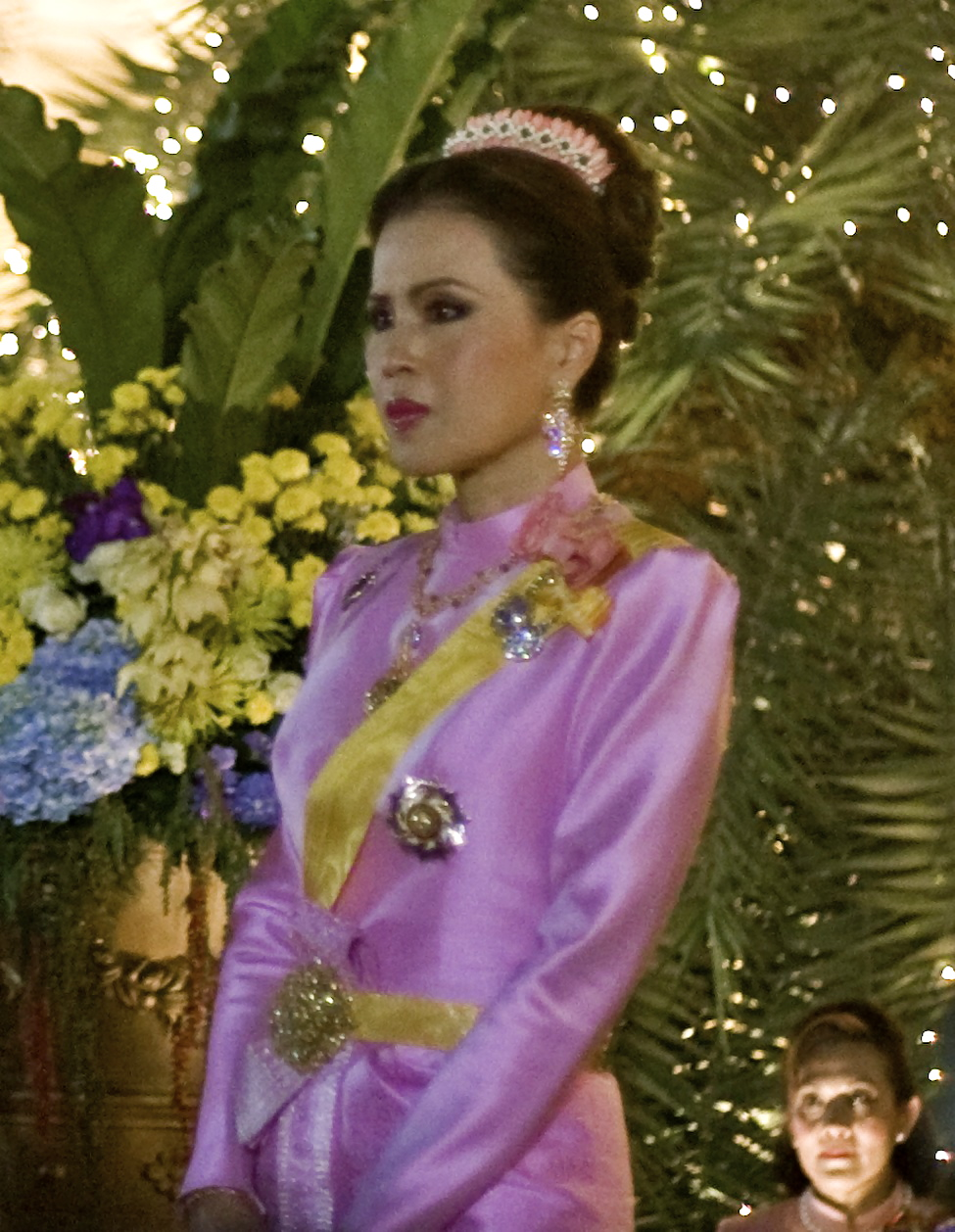
La principessa nel 2009

Nel 1991 Ubolratana cominciò ad apparire con frequenza nelle copertine della riviste thailandesi, a feste ed eventi di moda. Nel 2003 debuttò come attrice in TV nella soap opera thailandese Kasattiya. Nel 2006 fu protagonista in Anantalai, una serie televisiva da lei scritta. Nel 2008 fece il suo esordio cinematografico nel film Where The Miracle Happens (Neung Jai Diaokan), tratto da un romanzo da lei stessa scritto. Il secondo film che la vide protagonista fu My Best Bodyguard uscito nel 2010. Nel 2011 recitò con la figlia Ploypailin in Dao Long Fah, Pupha Si-ngen. L'anno dopo tornò protagonista al cinema recitando in una delle tre parti in cui si divide il film Together (Wan Tee Rak).

### Attività politica
Dopo la morte nel 2016 del padre, a cui succedette al trono il fratello Vajiralongkorn, Ubolratana e la figlia dell'ex primo ministro in esilio Thaksin Shinawatra si scambiarono messaggi di supporto sui social media. Fu poi fotografata allo stadio mentre assisteva in Russia a una partita del campionato mondiale di calcio 2018 insieme a Thaksin e alla sorella Yingluck Shinawatra, che a sua volta era stata primo ministro tra il 2011 e il 2014.
Alle elezioni del 2019 la principessa fu candidata alla carica di primo ministro nelle liste del Partito Thai Raksa Chart, alleato del Partito Pheu Thai che faceva riferimento all'ex primo ministro Thaksin Shinawatra. La vicende suscitò grande scalpore e subito dopo la presentazione delle liste, avvenuta un mese e mezzo prima delle elezioni, la candidatura fu bloccata dal sovrano, che la definì anti-costituzionale, e il partito fu disciolto dalla Corte costituzionale della Thailandia qualche giorno dopo. La Corte inoltre inibì 14 dei dirigenti del partito alla politica attiva per 10 anni e tutti i suoi candidati a presentarsi per altri partiti in queste elezioni.

## Ascendenza
|                                                 |                                                   |                                  | Genitori                                           |  |  | Nonni |  |  | Bisnonni                 |  |  | Trisnonni           |  |
|                                                 |                                                   |                                  |                                                    |  |  |       |  |  | Chulalongkorn (Rama V) * |  |  | Mongkut (Rama IV) * |  |
|                                                 |                                                   |                                  |                                                    |  |  |       |  |  | Chulalongkorn (Rama V) * |  |  | Mongkut (Rama IV) * |  |
|                                                 |                                                   | Debsirindra                      |                                                    |  |  |       |  |  | Chulalongkorn (Rama V) * |  |  |                     |  |
| Mahidol Adulyadej, Principe di Songkhla         |                                                   |                                  |                                                    |  |  |       |  |  | Chulalongkorn (Rama V) * |  |  |                     |  |
|                                                 |                                                   | Savang Vadhana                   | Mongkut (Rama IV) *                                |  |  |       |  |  |                          |  |  |                     |  |
|                                                 |                                                   | Savang Vadhana                   | Mongkut (Rama IV) *                                |  |  |       |  |  |                          |  |  |                     |  |
|                                                 |                                                   | Savang Vadhana                   | Piam Sucharitakul                                  |  |  |       |  |  |                          |  |  |                     |  |
| Bhumibol Adulyadej (Rama IX)                    |                                                   | Savang Vadhana                   |                                                    |  |  |       |  |  |                          |  |  |                     |  |
|                                                 |                                                   | Chu Chukramol                    | Chum Chukramol                                     |  |  |       |  |  |                          |  |  |                     |  |
|                                                 |                                                   | Chu Chukramol                    | Chum Chukramol                                     |  |  |       |  |  |                          |  |  |                     |  |
|                                                 |                                                   | Chu Chukramol                    | …                                                  |  |  |       |  |  |                          |  |  |                     |  |
| Sangwan Talapat                                 |                                                   | Chu Chukramol                    |                                                    |  |  |       |  |  |                          |  |  |                     |  |
|                                                 |                                                   | Kham Chukramol                   | …                                                  |  |  |       |  |  |                          |  |  |                     |  |
|                                                 |                                                   | Kham Chukramol                   | …                                                  |  |  |       |  |  |                          |  |  |                     |  |
|                                                 |                                                   | Kham Chukramol                   | Pha                                                |  |  |       |  |  |                          |  |  |                     |  |
| Principessa Ubolratana Rajakanya                |                                                   | Kham Chukramol                   |                                                    |  |  |       |  |  |                          |  |  |                     |  |
|                                                 | Kitiyakara Voralaksana, I Principe di Chanthaburi | Chulalongkorn (Rama V) *         |                                                    |  |  |       |  |  |                          |  |  |                     |  |
|                                                 | Kitiyakara Voralaksana, I Principe di Chanthaburi | Chulalongkorn (Rama V) *         |                                                    |  |  |       |  |  |                          |  |  |                     |  |
|                                                 | Kitiyakara Voralaksana, I Principe di Chanthaburi | Uam Bisalayabutra                |                                                    |  |  |       |  |  |                          |  |  |                     |  |
| Nakkhratra Mangkala, II Principe di Chanthaburi | Kitiyakara Voralaksana, I Principe di Chanthaburi |                                  |                                                    |  |  |       |  |  |                          |  |  |                     |  |
|                                                 |                                                   | Principessa Apsarasaman Devakula | Devan Uthaivongse, Principe Devavongse Varoprakarn |  |  |       |  |  |                          |  |  |                     |  |
|                                                 |                                                   | Principessa Apsarasaman Devakula | Devan Uthaivongse, Principe Devavongse Varoprakarn |  |  |       |  |  |                          |  |  |                     |  |
|                                                 |                                                   | Principessa Apsarasaman Devakula | Yai Sucharitakul                                   |  |  |       |  |  |                          |  |  |                     |  |
| Sirikit Kitiyakara                              |                                                   | Principessa Apsarasaman Devakula |                                                    |  |  |       |  |  |                          |  |  |                     |  |
|                                                 |                                                   | Sadan Snidvongs                  | Principe Sai Sanidvongs                            |  |  |       |  |  |                          |  |  |                     |  |
|                                                 |                                                   | Sadan Snidvongs                  | Principe Sai Sanidvongs                            |  |  |       |  |  |                          |  |  |                     |  |
|                                                 |                                                   | Sadan Snidvongs                  | Khian Sasisamit                                    |  |  |       |  |  |                          |  |  |                     |  |
| Bua Snidvongs                                   |                                                   | Sadan Snidvongs                  |                                                    |  |  |       |  |  |                          |  |  |                     |  |
|                                                 |                                                   | Bang Bunyathon                   | Ruai Bunyathon                                     |  |  |       |  |  |                          |  |  |                     |  |
|                                                 |                                                   | Bang Bunyathon                   | Ruai Bunyathon                                     |  |  |       |  |  |                          |  |  |                     |  |
|                                                 |                                                   | Bang Bunyathon                   | Wae Na Bangxang                                    |  |  |       |  |  |                          |  |  |                     |  |
|                                                 |                                                   | Bang Bunyathon                   |                                                    |  |  |       |  |  |                          |  |  |                     |  |